# Sheela Patel

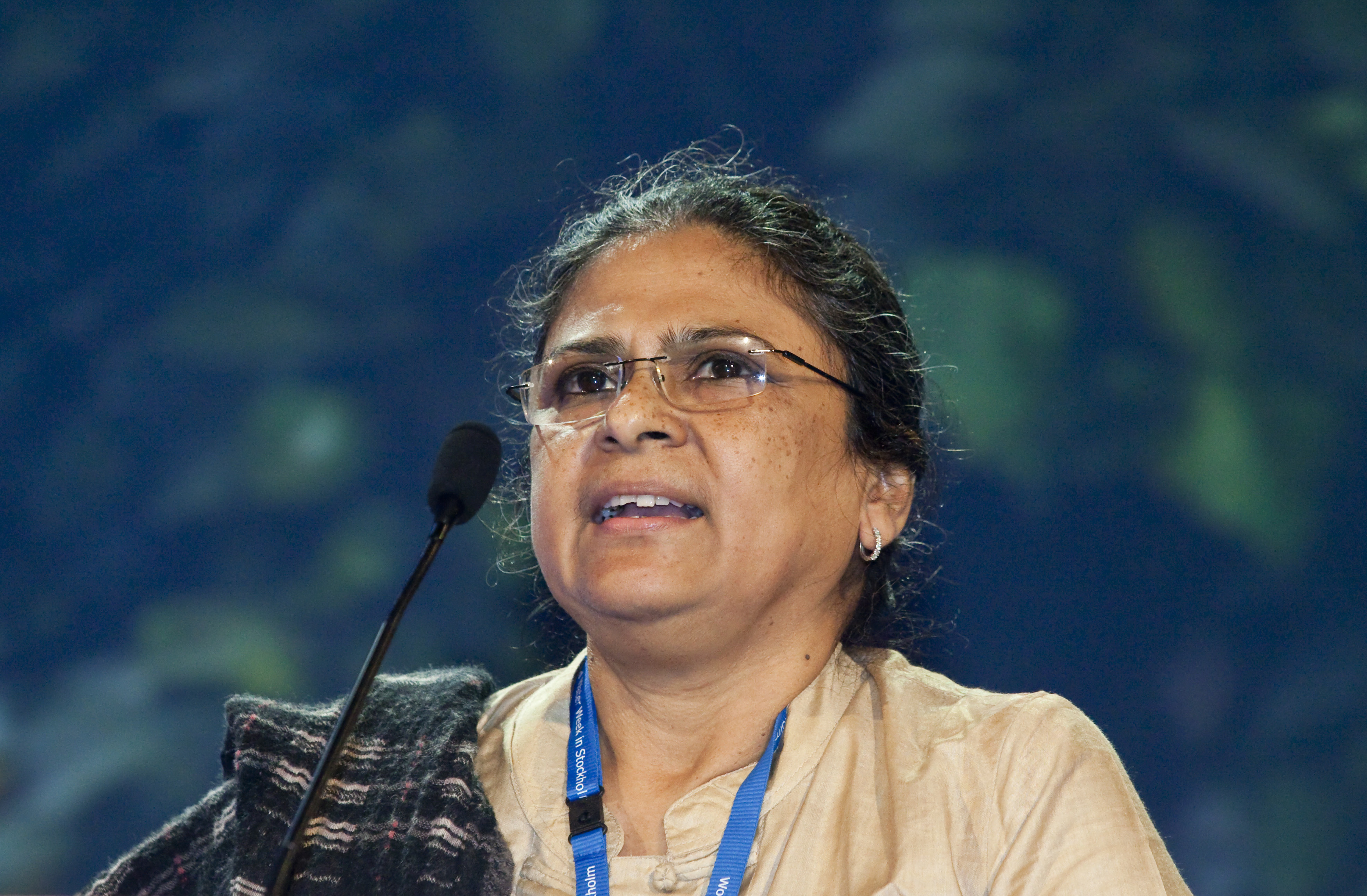
Sheela Patel

Sheela Patel (* 1952 in Mumbai) ist eine indische Aktivistin für Menschenrechte.

## Leben
1972 bis 1974 studierte sie Sozialwissenschaften am Tata Institute of Social Sciences der University of Mumbai. Nach ihrem Studium arbeitete sie zunächst als Kinderbetreuerin im Nagpada Neighbourhood House, einer Gemeinschaft im Zentrum von Mumbai. Sie setzt sich unter anderem stark für Gleichberechtigung und soziale Gerechtigkeit ein. 1984 gründete sie die Society for the Promotion of Area Resources Centers (SPARC).
1999 gründete sie außerdem ein Unternehmen, das die Bewohner von Slums wie Dharavi in Mumbai beim Bau von Häusern und der Infrastruktur unterstützt und ihre Interessen vertritt. Viele Menschen in Indien kommen vom Land in die Städte, weil sie sich dort ein besseres Leben erhoffen. Die erste Anlaufstelle sind die Slums.
Seit 2006 ist Patel Mitarbeiterin der World Health Organization (WHO). Dort untersucht sie die sozialen Voraussetzungen von Gesundheit. Im selben Jahr übernahm sie den Vorsitz einer Kampagne des indischen Ministeriums für Stadtentwicklungshilfe zur Verbesserung der sanitären Situation im städtischen Bereich.

„Wir leben […] in einer seltsam paradoxen Welt, in der wir von Wachstum besessen sind, die Armen daran aber nicht teilhaben lassen wollen. […] Die neue globale Wirtschaftsordnung hat eindeutig zu einer schlimmen Ungleichheit und zu demonstrativem Konsum geführt. […] WIR glauben, dass es in der gegenwärtigen Phase des indischen Wirtschaftswachstums noch zahlreiche Verfechter eines gerechten Systems gibt, sowohl im Staat als auch in der Zivilgesellschaft. Solange dies der Fall ist, können wir angesichts des aggressiven Markts, der an der Spitze der Entwicklung steht, vom Staat die Schaffung eines politischen Systems fordern, das gewisse Bedingungen für grundlegende Gerechtigkeit und den Rahmen für den Schutz der Menschenrechte schafft.“

Die SPARC ist heute eine der größten indischen Nichtregierungsorganisationen. Themengebiete sind vor allem Wohnen und Infrastruktur der armen Stadtbevölkerung. Seit 1984 kooperiert die SPARC mit zwei ebenfalls gemeinde-basierten Organisationen, der National Slum Dwellers Federation (NSDF) und Mahila Milan. Die NSDF wurde 1974 von Jockim Arputham gegen die Vertreibung von Slumbewohnern in Mumbai gegründet und vertrat im Jahr 2000 die Interessen von Slumbewohnern in 21 indischen Städten. Mahila Milan ist eine um 1985 gegründete Frauenorganisation, die weibliche Obdachlose in Mumbai mit Kleinkrediten unterstützt. Gemeinsam sind sie in rund 70 indischen Städten aktiv und verfügen über Netzwerke in 20 Ländern weltweit.

## Veröffentlichungen
- From seed to tree: building community organisations in India’s cities. In S. Walters, L. Manicom (Hrsg.): Gender in popular education: Methods for empowerment. Zed Books, London 1996, S. 89–98
- Mit Kalpana Sharma: One David and Three Goliaths. Mumbai transport case study. (PDF; 70 kB) ucl.ac.uk, 1998.
- Mit Diana Mitlin: The work of SPARC, the National Slum Dwellers Federation and Mahila Milan. Human Settlements Programme, IIED, London, Dezember 2001, ISBN 1-84369-021-7; schant.socialdev.net (PDF; 136 kB).
- How can poor people benefit from research results? In: Utilization of Research for Development Corporation. Netherlands Development Assistance Research Council, Publication 21, Den Haag 2001, S. 45–50; nuffic.nl (PDF; 425 kB).
- Mit Joel Bolnick und Diana Mitlin: Squatting on the global highway. Conference on Globalization North/South Social Movements and New Social Communities: North/South Globalisations. The International Sociological Association (ISA), 20. April 2001; sparcindia.org (MS Word; 95 kB).
- Mit Diana Mitlin: Reinterpreting the rightsbased approach. A grassroots perspective on rights and development. Economic and Social Research Council, Global Poverty Research Group Working Paper Series, 2005 sed.manchester.ac.uk (PDF; 305 kB).
- Mit Diana Mitlin: Re-interpreting the rights-based approach œ agrassroots perspective on rights and development. Global Poverty Research Group, Juni 2005; sarpn.org.za (PDF; 390 kB).
- Mit Jockim Arputham: An offer of partnership or a promise of conflict in Dharavi, Mumbai? Environment and Urbanization, 2007; dharavi.org (PDF; 99 kB).
- Mit Shaaban Sheuya und Philippa Howden-Chapman: The Design of Housing and Shelter Programs: The Social and Environmental Determinants of Inequalities. In: Journal of Urban Health, 2007, Band 84, Suppl.1, S. 98–108; Springer, New York.
- Mit Jockim Arputham: Plans for Dharavi: negotiating a reconciliation between a state driven market redevelopment and resident’s aspirations. Environment and Urbanization, 2008; dharavi.org (PDF; 117 kB)
- Mit Shaaban Sheuya und Philippa Howden-Chapman: The design of housing and shelter programmes. WHO Centre For Health Development, Thematic Paper 11, 2008; who.or.jp (PDF).
- Recasting the Vision of Megacities in the South. Emerging Challenges for the North-South Dialogue in Development. In: Caroline Y. Robertson-von Trotha (Hrsg.): Europe: Insights from the Outside. Baden-Baden 2011, S. 133–142 (= Kulturwissenschaft interdisziplinär/Interdisciplinary Studies on Culture and Society, Band 5).